# Баласогло, Александр Пантелеймонович
Александр Пантелеймонович Баласо́гло (23 октября [4 ноября] 1813, Херсон — 18 [30] января 1893, Николаев) — русский поэт и общественный деятель, петрашевец.

## Биография
Родился 23 октября (4 ноября) 1813 года а Херсоне в семье обрусевшего грека, лейтенанта флота (впоследствии — генерал-майора интендантской экспедиции Черноморского департамента) Пантелеймона Ивановича Баласогло (1787—1862). Мать — Ольга Григорьевна, урожд. Селянинова — была дочерью дворянина, надворного советника; прадед, со стороны матери, командир Бутырского пехотного полка Г. И. Синицын (?—1812).
С 5 февраля 1826 года — гардемарин Черноморского флота; в русско-турецкую войну в 1828 году на корабле «Париж» участвовал в осаде Варны и за участие в войне награждён медалью. В 1829 году был направлен в Морской корпус и после производства в мичманы (02.12.1829), оставлен в Кронштадте, служить на Балтийском флоте.
В 1834 году стал посещать Петербургский университет, планируя изучить восточные языки; 6 апреля 1835 года был произведён в лейтенанты флота, 19 декабря того же года вышел в отставку.
Был принят на гражданскую службу в «счётное отделение хозяйственного стола» Министерства народного просвещения — занимал должность младшего начальника хозяйственного стола и старшего помощника столоначальника канцелярии. В 1838 году он получил место секретаря в Комитете иностранной цензуры; в 1840 году женился (на дочери титулярного советника Яновского) и 14 августа вышел в отставку.
Неудачно пытался устроиться в Азиатский департамент, но смог получить в 1841 году в Главном петербургском архиве министерства иностранных дел только место архивариуса. Затем был старшим архивариусом с чином надворного советника.
В 1838 году издал вместе со своим другом, архитектором П. П. Норевым, сборник «Стихотворения Веронова», в котором около половины стихов принадлежат Баласогло. В 1840 году написал большое стихотворное послание, обращенное к А. Н. Вульфу (опубликовано в 1922), где подчёркивал значение Пушкина для русской культуры. Сотрудничал с изданием «Памятники искусств и вспомогательных знаний» (1841—1843); пытался организовать просветительские издания («Листок искусств» — серии дешёвых массовых брошюр и учебных пособий) и создать книгоиздательское товарищество писателей и учёных на артельных началах. Автор сочинения «Изложение наук», в котором требовал сделать науку доступной для масс.
С 1845 года участвовал в работе кружка М. В. Петрашевского. Показания Баласогло на следствии по делу петрашевцев (названные им «Исповедью», опубликованы в 1927 году) говорят о близости его взглядов к утопическому социализму. После ареста и процесса над петрашевцами в ноябре 1849 года был выслан в Петрозаводск с назначением на службу и под секретный надзор полиции. Испытал нервный стресс, был признан душевнобольным и из психиатрической больницы в 1851 году отправлен в Николаев под тайный полицейский надзор, который продолжался до 1857 года. Тогда же начал преподавать историю в черноморских штурманских классах.
Умер 18 (30) января 1893 года в Николаеве.
Имел пятерых детей, в их числе: энтомолог Владимир (24.07.1841—21.02.1900) и подполковник Борис (? — ?).

## Публикации
- Буква ѣ: Руководство к употреблению этой буквы в письме, сост. А. Баласогло. — СПб.: тип. X. Гинце, 1847. — 128 с.[3]
  - 2-е изд. — СПб.: тип. П. А. Кулиша, 1860. — 144 с.
- Обломки : Черновые записки морского содерж. (1817—1867). Собрание мыслей, мнений и соч. б. флот. офицера: 1 ряд лит. трудов А. Белосоколова. — Николаев: тип. Гл. упр. Черн. флота и портов, 1875. — [2], 25 с.
- Стихотворения // Поэты-петрашевцы, 3-е изд. — Л., 1957.